# Diphasia nuttingi
Diphasia nuttingi är ett marint nässeldjur som beskrevs 1913 av Eberhard Stechow. Arten ingår i släktet Diphasia och familjen Sertulariidae. Inga underarter finns listade i Catalogue of Life.